# Aritmètica
|  | Per a altres significats, vegeu «Aritmètica (llibre)». |

L'aritmètica (del grec αριθμός = nombre) és la branca de les matemàtiques que tracta de les propietats de certes operacions amb nombres. El seu ús per part dels matemàtics professionals és com a sinònim de teoria dels nombres. Utilitzada com a sinònim de teoria de nombres inclou les propietats dels nombres sencers relacionades amb nombres primers i divisibilitat així com la resolució d'equacions.

## Història

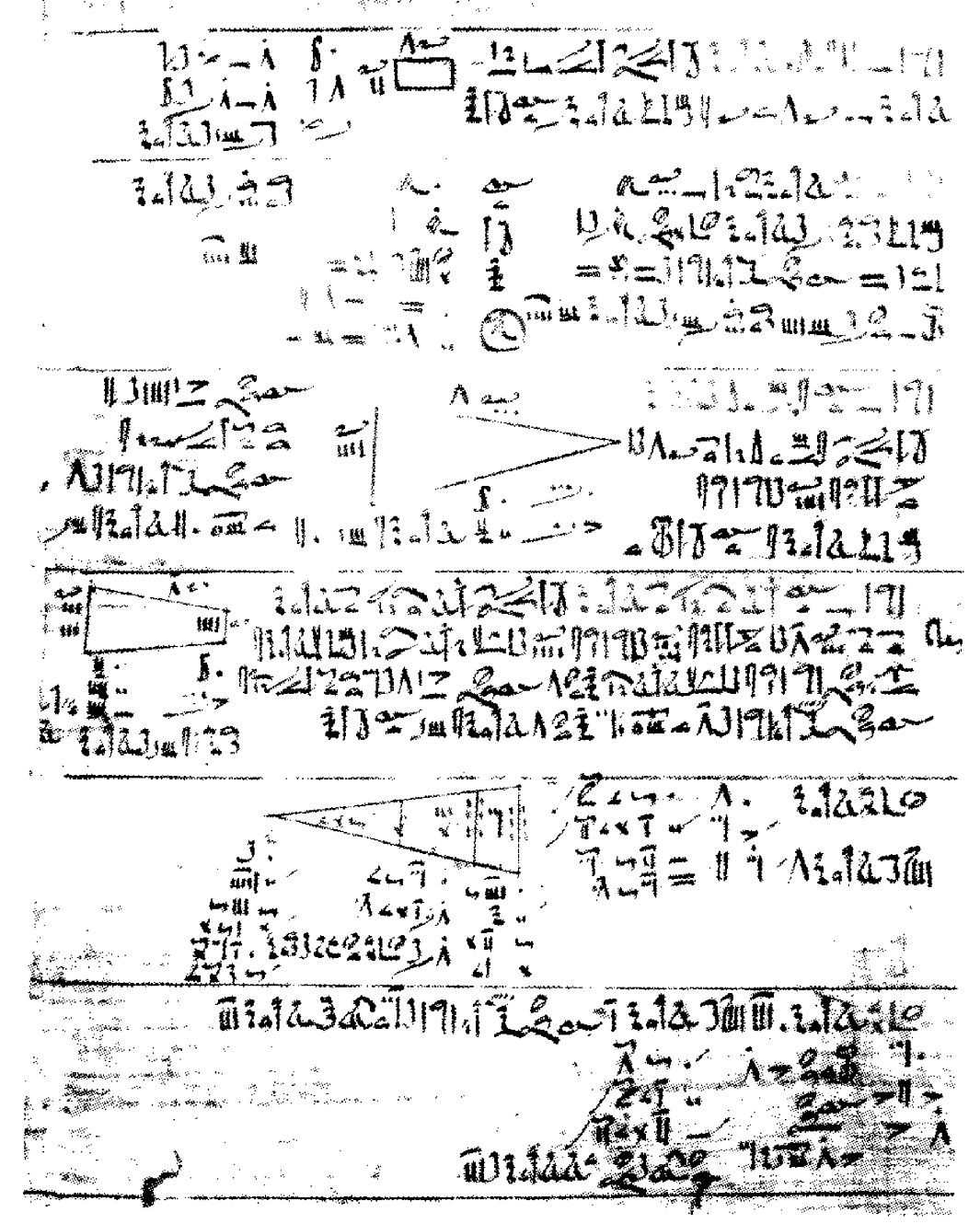
Fragment del papir de Rhind.

La prehistòria de l'aritmètica es limita a pocs petits artefactes que indiquen que es tenia una concepció clara de la suma i la resta, el més conegut és l'Os d'Ishango d'Àfrica central, està datat entre 20.000 i 18.000 anys aC.
És clar que els Babilonis tenien un sòlid coneixement de gairebé tots els aspectes de l'aritmètica elemental entorn del 1800 AC, però els historiadors només poden especular sobre els mètodes que feien servir per assolir els resultats aritmètics – com es pot veure, per exemple, a la tauleta fe fang Plimpton 322, que sembla una llista de ternes pitagòriques, però no hi ha indicis de com es va produir originalment la llista. De la mateixa manera, a Egipte el papir matemàtic Rhind (datat a partir de c. 1650 aC, encara que evidentment és una còpia d'un text més vell del 1850 AC) mostra que la suma, la resta, la multiplicació i la divisió es feien servir en el sistema de fraccions egípcies.
Nicòmac Gerasè (c. 60 dC - c. 120 dC) va recopilar l'enfocament filosòfic que li donava Pitàgores als nombres, i les relacions entre ells, a la seva Introducció a l'aritmètica.
En aquella època les operacions aritmètiques bàsiques eren assumptes altament complicats; va ser el mètode conegut com el "Mètode dels Indis" (En llatí Modus Indorum) el que esdevingué l'aritmètica que es coneix avui en dia. L'aritmètica índia era molt més senzilla que la grega degut a la simplicitat del sistema de numeració indi, que tenia el zero i era un sistema de numeració posicional. Al segle vii el bisbe sirià Severus Sebokht esmenta aquest mètode amb admiració, afirmant però que el mètode dels indis era indescriptible. Els àrabs aprengueren el mètode dels indis i l'anomenaren hesab.
Aquest sistema de numeració va ser introduït a Catalunya per la influència dels àrabs i des d'aquí es va divulgar per primer cop a la resta d'Europa occidental pel Papa Silvestre II al voltant de l'any 1000. L'havia après a Vic i a Ripoll on va estudiar sota la protecció del Comte Borrell II de Barcelona. Els llibres escrits per Silvestre II estaven dirigits als erudits i no es divulgaren. No va ser fins a 1202 que Leonardo de Pisa (també conegut com a Fibonacci) va escriure el seu llibre Liber Abaci, aquest llibre s'adreçava als comerciants i és el que va acabar d'introduir a Europa el sistema de numeració posicional en base deu.
A l'edat mitjana l'aritmètica era una de les set arts liberals que s'explicaven a les universitats. Amb l'arribada de la impremta i l'interès dels comerciants per l'aritmètica aquesta disciplina és la primera que se'n serveix. Els primers llibres de matemàtiques que s'imprimeixen són d'aritmètica i s'imprimeixen en les llengües vernacles, la qual cosa afavorí la seva difusió. El primer fou d'un autor anònim imprès a la ciutat de Treviso el 1478 i escrit en italià. El segon fou Suma de l'art de arismètica escrit en català per Francesc de Santcliment, imprès a Barcelona el 1482.
Edward Cocker va escriure diversos llibres d'aritmètica en el segle xvii.
L'any 1801, Carl Friedrich Gauss (1777 - 1855) publica el llibre Disquisitiones arithmeticae. Dona un nou enfocament basat a treballar sobre el residu de dividir els nombres en comptes d'amb els nombres mateixos. Aquest nou enfocament permet elucidar cèlebres conjectures i simplifica les demostracions d'importants resultats gràcies a una major abstracció.

## Tipus de nombres

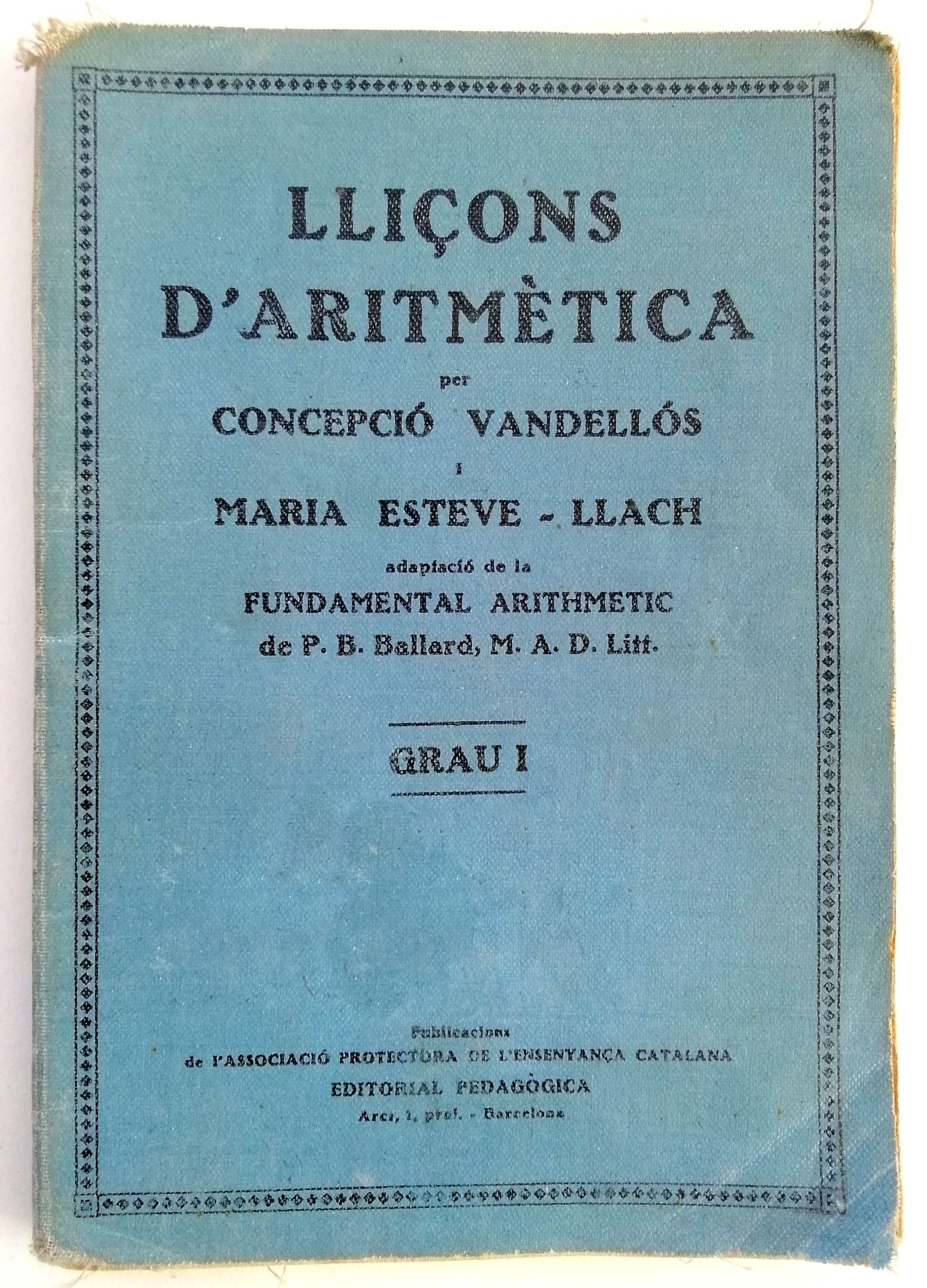
Lliçons d'Aritmètica publicades a Barcelona cap a l'any 1932

Un nombre és el concepte que sorgeix del resultat de comptar les coses que formen un agregat, o una generalització d'aquest concepte.
Per tal de facilitar les operacions aritmètiques és molt important, a més del concepte dels diferents tipus de nombres, el sistema emprat per representar-los o sistema de numeració.
Els diferents tipus de nombres es poden introduir com a generalitzacions successives a partir dels nombres naturals.
L'aritmètica dels nombres naturals, nombres enters, nombres racionals o fraccionaris i nombres reals s'estudia mitjançant algorismes manuals, tot i que després es fan servir eines com calculadores, ordinadors o àbacs.
En resum, es distingeixen els següents tipus de nombres:

### Nombres naturals
Els nombres naturals són usats per a dos propòsits fonamentalment: per a descriure la posició d'un element en una successió ordenada, que es designa per un nombre ordinal; i per a especificar la grandària d'un conjunt finit, pel qual es fa servir un nombre cardinal.
Encara que el concepte intuïtiu de nombres naturals és immediat i gairebé innat, la seva definició no és senzilla.
El concepte de nombre natural està relacionat amb els agregats d'objectes. Es pot dir que dos conjunts tenen el mateix nombre d'objectes si es pot establir una correspondència d'un a un entre els elements d'un conjunt i els de l'altre. El concepte de nombre natural correspon a l'abstracció d'allò que tenen en comú tots els conjunts amb el mateix nombre d'objectes, no és ni els objectes en si, ni el conjunt, ni les xifres que es fan servir per a representar tots els conjunts amb el mateix nombre d'objectes, sinó el concepte abstracte que hi ha al darrere d'aquesta idea.
L'aritmètica estudia les operacions en el conjunt dels nombres naturals, fonamentalment la suma, la resta, la multiplicació i la divisió.
En aritmètica les operacions que es defineixen sobre els nombres naturals comencen per la suma que es pot interpretar de la següent manera: sumar dos nombres n1 i n₂ és equivalent a trobar el nombre d'elements d'un conjunt obtingut de la unió de dos conjunts tals que un té n1 elements i l'altre en té n₂.
La resta es defineix com l'operació inversa de la suma, és a dir, donat un nombre S que ha de ser el resultat d'una suma i un altre n1 que és un dels sumands, trobar el nombre n₂ tal que sumat a n1 dona S. Perquè aquesta operació tingui resultat cal que S sigui més gran que n1.
La multiplicació de dos nombres n1 per n₂ en el conjunt dels nombres naturals es pot interpretar com l'aplicació repetida de la suma del primer nombre amb si mateix tantes vegades com unitats té l'altre.
La divisió es pot definir com l'operació inversa de la multiplicació en el sentit de, donat un resultat P, i un multiplicand n1 es tracta de trobar un nombre n₂ tal que multiplicat per n1 dóni P. En general no és possible resoldre aquest problema però per a qualssevol dos nombres naturals a i b, amb b ≠ 0, podem trobar altres naturals q i r tals que
a = b×q + r i r < b.
El nombre q anomenat quocient i r el residu d'aquesta divisió d'a entre b. Els nombres q i r estan unívocament determinats per a i b.
L'operació que a a i b els fa correspondre q i r (o dit d'altra manera que a partir de a i b calcula q i r) s'anomena divisió euclidiana.
En el conjunt dels nombres naturals es compleixen les següents propietats:
|                                 | Suma                            | Multiplicació                                         |
| ------------------------------- | ------------------------------- | ----------------------------------------------------- |
| Clausura:                       | a + b és un nombre natural      | a × b és un nombre natural                            |
| Propietat associativa:          | a + (b + c) = (a + b) + c       | a × (b × c) = (a × b) × c                             |
| Propietat commutativa:          | a + b = b + a                   | a × b = b × a                                         |
| Existència de l'element neutre: | a + 0 = a                       | a × 1 = a                                             |
| Propietat distributiva:         | a × (b + c) = (a × b) + (a × c) | a × (b + c) = (a × b) + (a × c)                       |
| No hi ha divisors de zero:      |                                 | si ab = 0, llavors o bé a = 0 o bé b = 0 (o tots dos) |

Si els nombres estan expressats en un sistema de numeració posicional com ara base 10 o base 2 llavors es poden trobar algorismes eficients per obtenir el resultat de les operacions. Tradicionalment l'estudi i ensenyament d'aquest algorisme ha estat l'objecte principal de l'aritmètica. En base 2 resulta especialment senzill construir circuits (electrònics o elèctrics o hidràulics) que realitzin de forma automàtica aquestes operacions.

### Nombres primers i teorema fonamental de l'aritmètica
Un subconjunt dels conjunts dels nombres naturals de rellevant importància en aritmètica és el conjunt dels nombres primers.
Els nombres primers són els nombres naturals diferents d'1 que compleixen la propietat que només són divisibles entre ells mateixos i entre 1.
El teorema fonamental de l'aritmètica afirma que
| Tot nombre natural superior a 1 es pot escriure, de forma única com a producte de nombres primers. |

El teorema conté dues afirmacions, la primera és que tot nombre es pot escriure com a producte de nombres primers (això és trivial perquè si no, ell mateix és un nombre primer i, per tant, compleix l'afirmació com a producte trivial d'un únic factor), la segona és la més interessant i consisteix en el fet que no es poden trobar dos productes diferents (tret de l'ordre en què es presentin els factors). La seva demostració és immediata a partir del lema d'Euclides que diu que: si un nombre primer p és divisor del producte a * b i no és divisor de a llavors és divisor de b.
A partir d'aquí sorgeix el problema de descompondre un nombre en factors primers amb els diferents algorismes per resoldre'l.

### Nombres enters
A partir dels nombres naturals es construeixen els nombres enters estenent-los, és a dir afegint-los-hi uns nous elements de tal forma que la resta sempre tingui un resultat.
El nombre negatiu -n (oposat de n) es defineix com el nombre que sumat a n dona zero.
Els nombres negatius es poden interpretar com la quantitat d'elements, de conjunts amb elements especials, que en unir-se amb els conjunts que tenen elements normals es neutralitzen, cancel·len o anul·len. Per exemple una quantitat negativa de diners es pot emprar per a representar un deute de tal manera que en unir-se amb la mateixa quantitat però positiva es cancel·la el deute. La càrrega elèctrica d'un determinat nombre de partícules es pot representar amb un nombre negatiu de tal manera que en reunir-se amb un nombre igual de partícules que tenen la mateixa quantitat de càrrega però oposada es cancel·len mútuament i en resulta una matèria elèctricament neutra.
Com que els nombres enters són una extensió dels nombres naturals les operacions de sumar, restar, multiplicar, dividir, potenciació, etc. han de coincidir (han de donar el mateix resultat) quan s'apliquen entre els nombres enters que estan identificats amb nombres naturals, però cal definir de nou el significat d'aquestes operacions quan intervenen nombres negatius.
Un concepte útil per aquestes definicions és el de valor absolut d'un nombre enter. Es defineix el valor absolut d'un nombre enter n de la següent manera: Si el nombre n és positiu el seu valor absolut és el mateix nombre, si és negatiu el seu valor absolut és el seu oposat (és a dir el nombre positiu que cal sumar-li perquè el resultat sigui zero).
L'única extensió que es pot fer de forma "natural" i que compleixi aquest requistit porta a:
|        | Sumar                                  | Restar                                       | Multiplicar   | Dividir       |
| ------ | -------------------------------------- | -------------------------------------------- | ------------- | ------------- |
| a, b   | a+b                                    | a-b=a-b si a>b a-b=-(b-a) si b>a             | a·b           | a/b           |
| a, -b  | a+(-b)=a-b si a>b a+(-b)=-(b-a) si b>a | a-(-b)=a+b                                   | a·(-b)=-(a·b) | a/(-b)=-(a/b) |
| -a, b  | (-a)+b=b-a si b>a (-a)+b=-(b-a) si a>b | (-a)-b=-(a+b)                                | (-a)·b=-(a·b) | (-a)/b=-(a/b) |
| -a, -b | (-a)+(-b)=-(a+b)                       | (-a)-(-b)=b-a si b>a (-a)-(-b)=-(a-b) si a>b | (-a)·(-b)=a·b | (-a)/(-b)=a/b |

O, cosa que és el mateix, amb les següents regles:
- Per sumar dos nombres enters 
  - del mateix signe: Se sumen els valors absoluts dels sumands, es posa el mateix signe dels sumands.
  - de diferent signe: Es resten els valors absoluts dels sumands, es posa el signe del sumand que té el major valor absolut.
- Per restar dos nombres enters se suma el primer a l'oposat del segon.
- Per multiplicar dos nombres enters: Es multipliquen els valors absoluts dels factors, Si són del mateix signe es posa signe positiu si són de diferent signe es posa signe negatiu.
- Per dividir dos nombres enters: Es divideixen els seus valors absoluts, Si són del mateix signe es posa signe positiu si són de diferent signe es posa signe negatiu.

### Nombres racionals
La forma intuïtiva d'entendre els nombres racionals és pensar en ells com els nombres que resulten de les fraccions. Una fracció es compon de dos nombres enters, un numerador n i un denominador d. La fracció es pot entendre com la quantitat d'una cosa que es mesura en unitats que es poden dividir. La unitat d'aquesta cosa es parteix en un nombre d de parts iguals i se'n agafen n d'aquestes parts.
La representació decimal d'un nombre és una extensió de la representació posicional en base 10 a força de fer servir fraccions on els denominadors són múltiples de 10. Per exemple:
{\displaystyle 112,35=1\times 10^{2}+1\times 10^{1}+2+3{\frac {1}{10}}+5\times {\frac {1}{10^{2}}}}
Per indicar que un nombre en representació decimal exacta; si té unes xifres decimals que es repeteixen indefinidament seria un nombre irracional.
Tot nombre irracional admet una representació decimal on a partir d'una determinada xifra hi ha un conjunt de xifres decimals, anomenat període, que es repeteix indefinidament. En alguns casos particulars el període es compon d'una única xifra i de vegades aquesta xifra és el zero (llavors es diu que el nombre admet una representació decimal exacta). De vegades el període comença amb la primera xifra decimal llavor es diu que la representació decimal és periòdica pura altrament es diu que és una representació periòdica mixta.
Les operacions aritmètiques en els nombres racionals s'obtenen estenent les dels nombres enters de forma "natural. Els algorismes pel càlcul es poden implementar a partir de la representació dels nombres en forma de fraccions o a partir de la seva representació decimal. Basant-se en la represenatació decimal les operaions aritmètiques bàsiques en nombres racionals es defineixen com a:
{\displaystyle {\frac {a}{b}}+{\frac {c}{d}}={\frac {ad+bc}{bd}}}
{\displaystyle {\frac {a}{b}}-\left({\frac {c}{d}}\right)={\frac {a}{b}}+{\frac {-c}{d}}={\frac {ad-cb}{bd}}}
{\displaystyle {\frac {a}{b}}\cdot {\frac {c}{d}}={\frac {ac}{bd}}}
{\displaystyle {\frac {a}{b}}\div {\frac {c}{d}}={\frac {ad}{bc}}}

### Nombres reals
Els nombres reals es poden concebre com els nombres associats a longituds o qualsevol mena de magnitud física que se suposa que és contínua. El conjunt dels nombres reals es pot entendre com a afegint als nombres racionals (que tenen una representació decimal periòdica) els nombres irracionals que tenen una expressió decimal infinita no periòdica.
Els nombres reals són un element bàsic del càlcul infinitesimal. L'aritmètica s'ocupa de les operacions amb aproximacions dels nombres reals que es poden obtenir amb representacions de nombres de coma flotant o amb truncaments o arrodoniments.
Les operacions aritmètiques amb aproximacions dels nombres reals a més dels algorismes necessàries per obtenir el resultat han comporten l'estudi dels errors i l'efecte sobre ells de les mateixes operacions aritmètiques que en alguns casos poden ser de magnitud més gran que el mateix nombre com per exemple en l'efecte de la cancel·lació catastròfica.

### Nombres complexos
Els nombres complexos es poden entendre com a parelles de nombres reals. El primer nombre de la parella és la part real i el segon la part imaginaria i es representa multiplicat per la unitat imaginaria i, la unitat imaginaria es pot interpretar com un nombre que elevat al quadrat dona -1.
Les operacions aritmètiques amb nombres complexos presenten les mateixes particularitats que amb nombres reals pel fet de representar els nombres reals que componen el complex amb aproximacions i el corresponent tractament de l'error i a més cal definir el paper que juguen la part real i la part imaginària en les operacions aritmètiques.
Els nombres complexos es poden representar com a punts del pla complex i associar-se al que s'anomena notació polar en què cada complex es representa com una parella de nombres reals, però ara el primer representa el mòdul (la distància del punt del pla complex a l'origen) i, per tant, és un nombre real no negatiu i l'altre representa l'angle respecte de l'eix real positiu i, per tant, és un nombre real que està en l'interval [0,2π). Les operacions aritmètiques es poden definir en qualsevol d'aquestes dues notacions i en resulta la corresponent en l'altre tot i que la suma i la resta no és practic en notació polar perquè la fórmula és equivalent a passar de polar a cartesiana, sumar (o restar) i llavors tornar a passar de cartesiana a polar. Aquestes definicions es resumeixen en la següent taula:
| Operació      | Notació cartesiana | Notació polar                                                                                      |
| ------------- | --- | -------------------------------------------------------------------------------------------------- |
| Suma          | :{\displaystyle a+bi+a'+b'i=(a+a')+(b+b')i\,}                                                                                                  | |
| Resta         | :{\displaystyle a+bi-(a'+b'i)=(a-a')+(b-b')i\,}                                                                                                | |
| Multiplicació | :{\displaystyle (a+bi)\cdot (a'+b'i)=(a\cdot a'-b.b')+(a\cdot b'+b\cdot a')i\,}                                                                | :{\displaystyle r_{\phi }\cdot r'_{\phi '}=r\cdot r'_{\phi +\phi '}\,}                             |
| Divisió       | :{\displaystyle {\frac {a+b\mathbf {i} }{a'+b'\mathbf {i} }}={\frac {(a\cdot a'+b\cdot b')+(b\cdot a'-a\cdot b')\mathbf {i} }{a'^{2}+b'^{2}}}} | :{\displaystyle {\frac {r_{\phi }}{r_{{\phi }'}}}=\left({\frac {r}{{r}'}}\right)_{\phi -{\phi }'}} |

### Altres nombres
- Quaternions
- Nombres infinits també coneguts com a Nombres transfinits

## Aritmètica decimal

### Operacions
Existeixen quatre operacions aritmètiques tradicionals, també anomenades les quatre operacions bàsiques que són:
- addició o suma
- subtracció o resta
- multiplicació o producte
- divisió

Altres operacions més avançades que s'inclouen dins d'aquesta branca són:
- potències
- arrels
- logaritmes.

Aquestes operacions són derivacions de les quatre operacions bàsiques.

### Ordre de les operacions
Existeix una jerarquització en una expressió matemàtica que inclou diverses operacions. Aquest és l'ordre amb què s'hauria d'operar:
- 1 Operacions que afecten només a un nombre: potències, arrels, logaritmes i tota mena de funcions trigonomètriques o similars.
- 2 Productes i divisions.
- 3 Sumes i restes.

Aquesta jerarquia es pot trencar amb l'ús de parèntesis. Tota operació inclosa dins d'un parètesis s'ha de realitzar abans que la resta d'operacions. Els parèntesis es poden incloure dins d'altres parèntesis.
Exemples:
{\displaystyle 2+3^{2}-5\cdot 2=2+9-10=1}
{\displaystyle 2+(3^{2}-5)\cdot 2=2+4\cdot 2=2+8=10}
{\displaystyle 2\cdot (2+(3^{2}-5)\cdot 2)=2\cdot (2+4\cdot 2)=2\cdot (2+8)=2\cdot 10=20}

## Aritmètica Modular

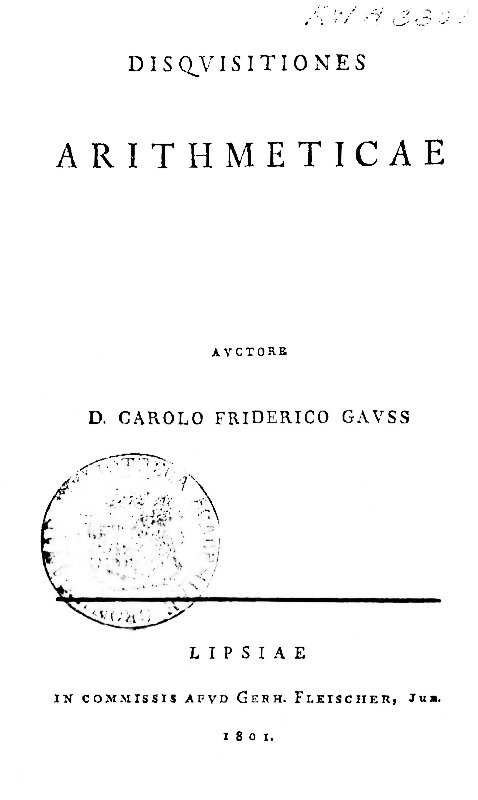
Coberta de l'edició original de les Disquisitiones arithmeticae de Gauss, llibre fundador de l'aritmètica modular.

L'aritmètica modular és un conjunt de mètodes que permeten la resolució de problemes sobre els nombres enters. Aquests mètodes sorgeixen de l'estudi del residu obtingut per una divisió.
La idea de base de l'aritmètica modular és de treballar no sobre els nombres mateixos, sinó sobre els residus de la seva divisió per alguna cosa. Quan es fa, per exemple, la prova del nou, s'efectua una operació d'aritmètica modular sense saber-ho: el divisor és el valor 9.
Tot i que els seus orígens es remunten a l'edat antiga, generalment, els historiadors associen el seu naixement a l'any 1801, data de la publicació del llibre Disquisitiones arithmeticae. de Carl Friedrich Gauss (1777 - 1855) El seu nou enfocament permet elucidar cèlebres conjectures i simplifica les demostracions d'importants resultats gràcies a una major abstracció. Si bé l'àmbit natural d'aquests mètodes és la teoria dels nombres, les conseqüències de les idees de Gauss apareixen també en altres camps de les matemàtiques, com l'àlgebra o la geometria.

## Teoria de nombres
La teoria de nombres és la branca de matemàtiques pures que estudia les propietats dels nombres en general, i en particular dels enters, però més en general, estudia les propietats dels elements de Dominis Enters (Anells commutatius amb element unitari i element neutre) així com diversos problemes derivats del seu estudi.
El terme "aritmètica" també s'ha fet servir per referir-se a la teoria de nombres. Aquest és un terme bastant antic, encara que ja no tan popular com en el passat. La teoria de nombres s'acostumava a denominar aritmètica superior, encara que el terme també ha caigut en desús.